# Thollon-les-Mémises
Thollon-les-Mémises è un comune francese di 696 abitanti situato nel dipartimento dell'Alta Savoia della regione dell'Alvernia-Rodano-Alpi.

## Società

### Evoluzione demografica
Abitanti censiti